# Alex Attwood
Alex Attwood (ur. 26 kwietnia 1959 w Belfaście) – brytyjski i północnoirlandzki polityk, poseł do Zgromadzenia Irlandii Północnej, minister w rządzie regionalnym.

## Życiorys
Absolwent St Malachy's College, ukończył następnie studia na Queen's University Belfast, po czym praktykował w zawodzie radcy prawnego.
W latach 1982–1983 pełnił funkcję prezesa związku studentów. Zaangażował się w działalność Socjaldemokratycznej Partii Pracy, z jej ramienia w 1985 po raz pierwszy został wybrany do rady miejskiej Belfastu, objął później stanowisko przewodniczącego klubu radnych partii laburzystów. W 1997 John Hume delegował go udziału w pracach Forum ds. Pokoju i Pojednania.
W 1998 po raz pierwszy wybrany w skład Zgromadzenia Irlandii Północnej. Reelekcję uzyskiwał w 2003, 2007, 2011 i 2016 (utracił jednak mandat w 2017). W 2001 powołany w skład Northern Ireland Policing Board (urzędu nadzorującego działalność służb policyjnych). W latach 2010–2011 w rządzie regionalnym sprawował urząd ministra rozwoju społecznego, następnie objął stanowisko ministra środowiska, które zajmował do 2013.